# Andrés Allamand
Pour les articles homonymes, voir Allamand.
Andrés Allamand Zavala, né le 7 février 1956 à Santiago, est un avocat et homme politique chilien. Fondateur du parti de droite Rénovation nationale, Allamand est notamment ministre de la Défense nationale entre 2011 et 2012, durant le premier mandat de Sebastián Piñera.
De 2020 à 2022, il est ministre des Affaires étrangères au sein du gouvernement Piñera II. Depuis février 2022, il est secrétaire général ibéro-américain.

## Biographie

### Études et débuts en politique
Allamand étudie au collège privé de Saint George's. À 16 ans, il rejoint le lycée José Victorino Lastarria pour pouvoir se présenter à la présidence de la Federación de Estudiantes Secundarios sous les couleurs du Parti national. S'il est battu, le score de la droite passe de 4 à 24 %. Après le lycée, il entre à la faculté de droit de l'université du Chili.
En 1983, le régime de Pinochet fait l'objet d'importantes contestations et laisse des partis politiques se former. Proche du ministre de l'Intérieur Sergio Onofre Jarpa, Allamand fonde en 1983 le Mouvement de l'union nationale (MUN), un nouveau parti de droite souhaitant faire converger « la droite traditionnelle [et la] droite moderne, démocratique et libérale ». Il pousse le parti à signer les accords de transition démocratique de 1985.

### Dirigeant de Rénovation nationale

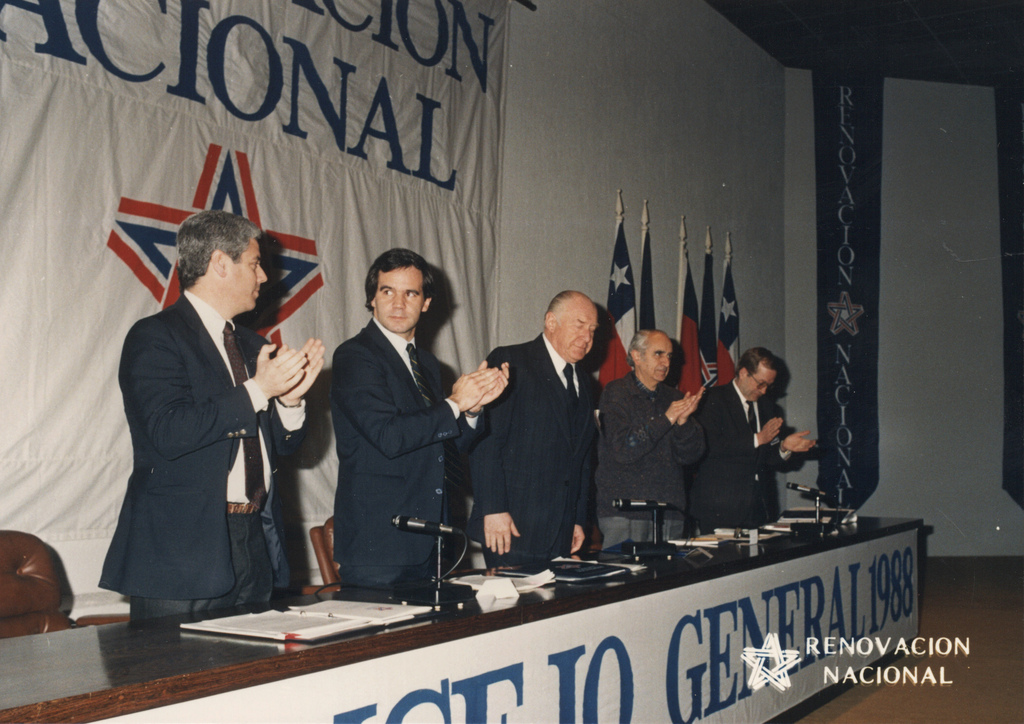
La direction de Rénovation nationale en 1988, Allamand est 2e en partant de la gauche.

En janvier 1987, en tant que président du MUN, il propose la fusion de l'ensemble des partis de droite dans un nouveau parti. Malgré le refus du Parti national, le MUN fusionne avec l'Union démocrate indépendante (UDI) et le Front national du travail (PNT) au sein de Rénovation nationale (RN). Allamand est des fondateurs du nouveau parti le 29 avril 1987, il en devient vice-président. Le parti se divise en 1988 sur la question du référendum et l'UDI redevient indépendante. En 1990, Allamand prend la présidence du parti, qu'il conserve jusqu'en 1997.
Lors des élections de 1993, Allamand est élu à la Chambre des députés du Chili dans la 23e circonscription (Las Condes, Vitacura et Lo Barnechea).
En 1997, il se présente au Sénat dans la circonscription de Santiago Oriente mais il est battu par l'UDI Carlos Bombal. Il entame alors une « traversée du désert » et se retire aux États-Unis,. En 1999, il publie un célèbre ouvrage intitulé La Travesía del Desierto, expliquant sa défaite et son « exil ». Il y critique notamment le virage conservateur pris par son parti, désormais dirigé par des nostalgiques du régime de Pinochet,.

### Retour en politique

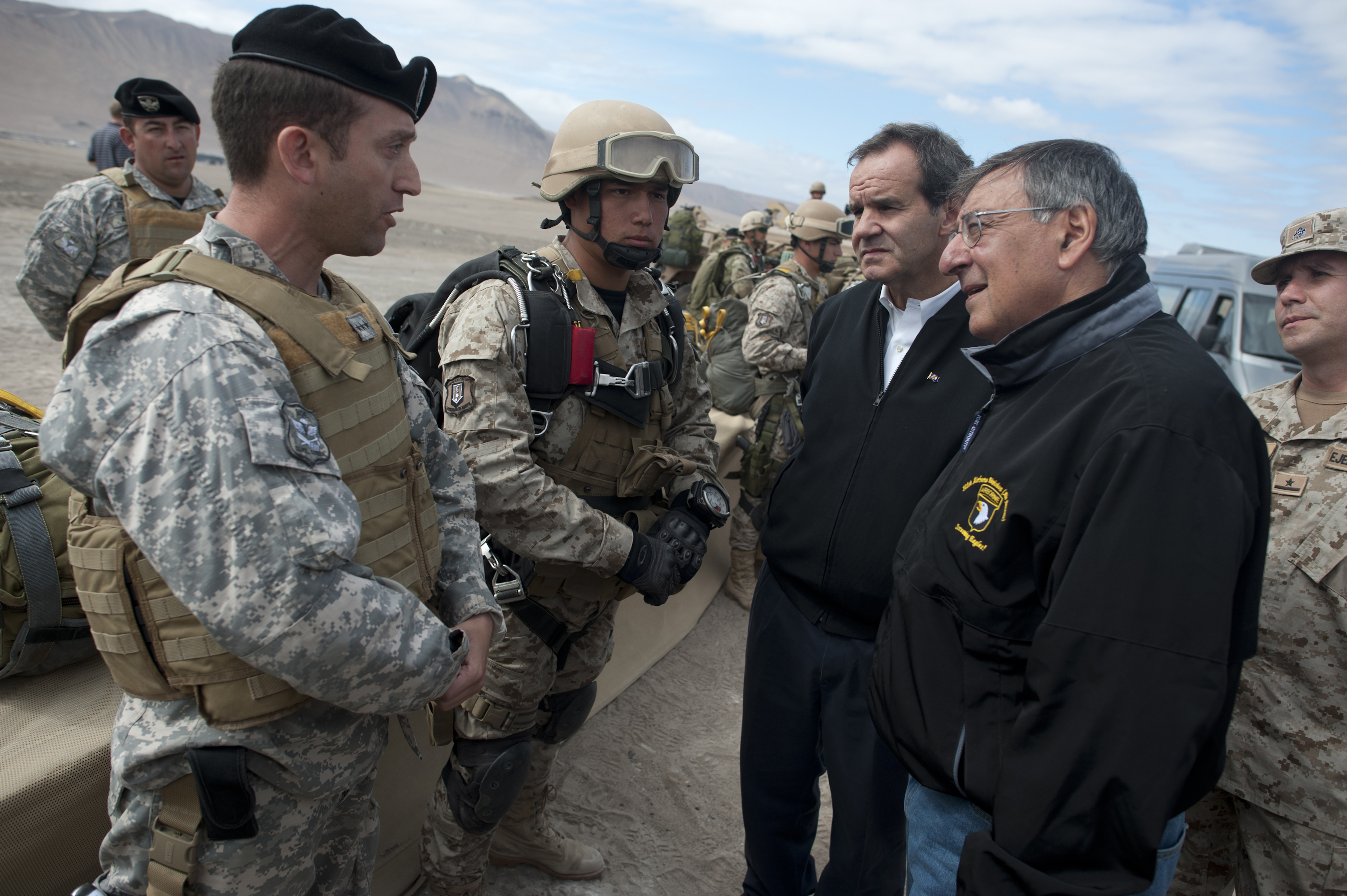
Allamand et Leon Panetta, discutant avec des militaires chiliens en 2012.

Allamand fait son retour en politique à l'occasion des élections parlementaires de 2005. Il remporte un siège de sénateur dans la 16e circonscription.
Il participe activement à la campagne présidentielle de Sebastián Piñera en 2009 et 2010. Déçu de ne pas entrer au gouvernement, il adopte une position critique vis-à-vis du nouveau président de droite. En juin 2010, il dépose une proposition de loi instaurant un « accord de vie commune » (en espagnol : Acuerdo de Vida en Común), une union civile ouverte à tous les couples, créant un important débat à droite.
En janvier 2011, Allamand est nommé ministre de la Défense par Piñera après la démission de Jaime Ravinet. Il prête serment le 16 janvier.
À l'approche de l'élection présidentielle de 2013, le favori du camp de la droite Laurence Golborne doit en retirer en raison de ses pratiques à la tête de Cencosud, accusée d'abuser les consommateurs. Andrés Allamand annonce alors sa candidature. Certains analystes pensent que ses positions modérées en font le meilleur adversaire face à Michelle Bachelet. Lors de la primaire de la droite, l'ultraconservateur Pablo Longueira (es) est désigné candidat de la droite avec 51,37 % des voix contre 48,62 % pour Allamand. Longueira se retire finalement de la course pour des raisons de santé. Allamand déclare alors ne pas vouloir reprendre la campagne, pour faciliter la désignation d'un candidat commun de droite. Longueira est remplacé par Evelyn Matthei, qui sera battue par Bachelet.
Au printemps 2019, alors qu'il réactive ses réseaux au sein du parti, il rassemble une petite équipe de campagne et multiplie les déplacements à travers le pays, la presse lui prête de nouvelles ambitions présidentielles pour l'élection de 2021.
En juillet 2020, il est nommé ministre des Affaires étrangères dans le deuxième gouvernement Piñera, pour succéder à Teodoro Ribera. 
Le 26 novembre 2021, il est élu secrétaire général ibéro-américain lors de la réunion des ministres des Affaires étrangères des pays ibéro-américains.
Il démissionne de son poste de ministre le 6 février 2022 avant de prendre ses nouvelles fonctions.
Il est perçu comme un représentant de l'aile dure de la droite chilienne, étant un ardent partisan du système économique néolibéral instauré par Augusto Pinochet et de la Constitution héritée de la dictature.